# اتحاد صربيا لكرة القدم
تأسس الاتحاد الصربي لكرة القدم في عام 1919م وانضم إلى الاتحاد الدولي لكرة القدم في 1921م وانضم إلى الاتحاد الأوروبي لكرة القدم في 1954م.

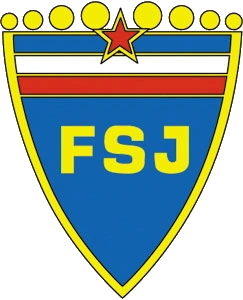
اتحاد يوغوسلافيا لكرة القدم (1919 - 1991)
اتحاد يوغوسلافيا لكرة القدم (1991 - 2003)
اتحاد صربيا ومونتنيغرو لكرة القدم (2003 - 2006)
اتحاد صربيا لكرة القدم (2007 - حتى الآن)